# Eupithecia iphiona
Eupithecia iphiona är en fjärilsart som beskrevs av Claude Herbulot 1987. Eupithecia iphiona ingår i släktet Eupithecia och familjen mätare. Inga underarter finns listade i Catalogue of Life.